# 三術尾巴花介
三術尾巴花介（学名：Urocythereis sanshua）为半花介科尾巴花介屬下的一个种。